# Signals
Signals är det nionde studioalbumet av rockbandet Rush, utgivet den 25 september 1982. 
Med det här albumet börjar vad fansen brukar kalla för "synteran" alltså där Rush använde mer synthesizers än gitarr. Denna era skulle fortsätta fram till albumet Hold Your Fire, släppt 1987. Efter Hold Your Fire använde Rush fortfarande keyboards men man hörde dem mindre än gitarrerna.
Komedigruppen Ninja Sex Party gjorde en cover på låten "Subdivisions" på coveralbumet Under the Covers.

## Låtlista
Sida ett
1. "Subdivisions" - 5:33
2. "The Analog Kid" - 4:46
3. "Chemistry" - 4:56
4. "Digital Man" - 6:20

Sida två
1. "The Weapon" - 6:22
2. "New World Man" - 3:41
3. "Losing It" - 4:51
4. "Countdown" - 5:49